# Renesanční hudba

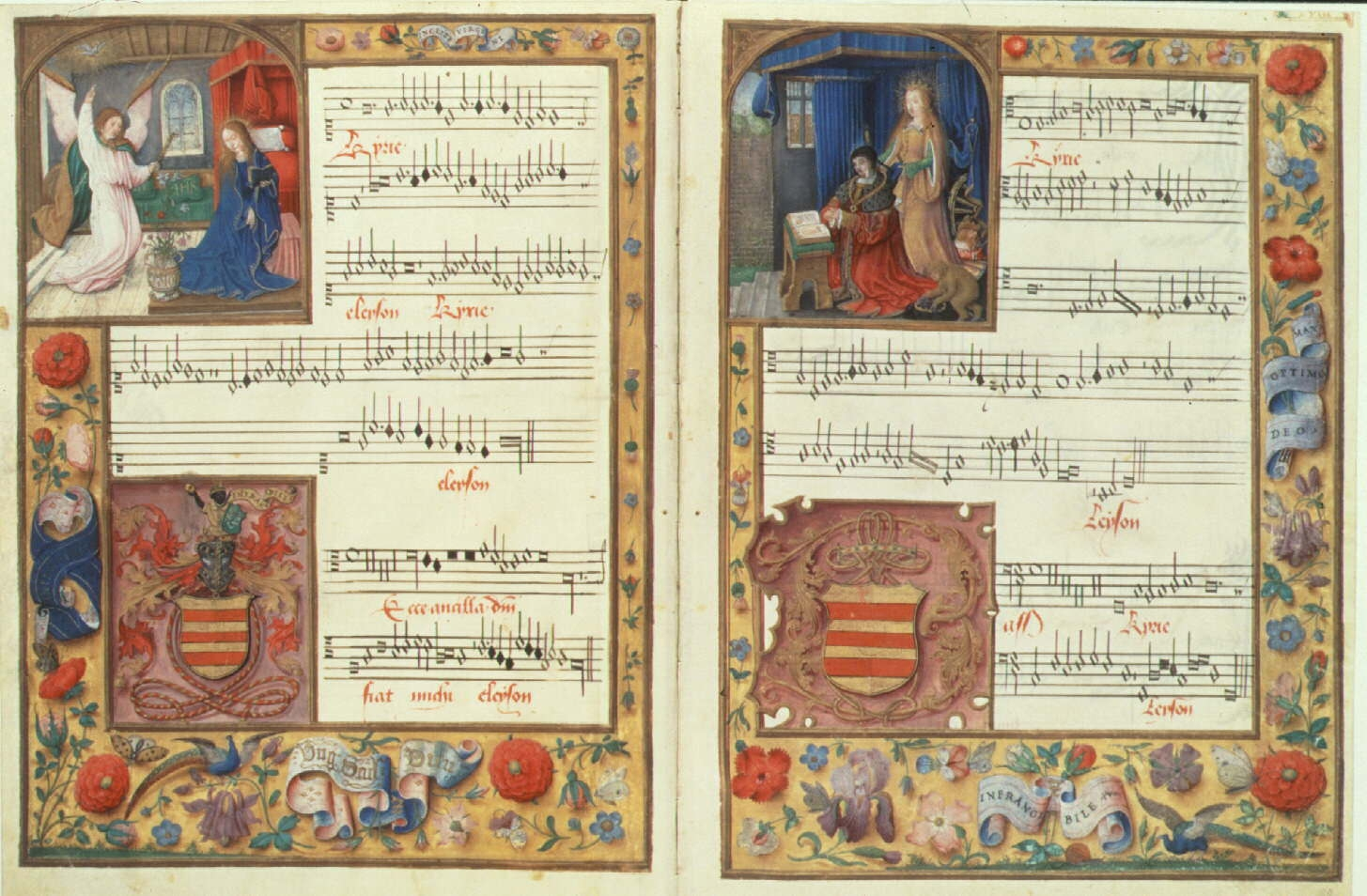
Iluminovaný úvodní list z kodexu Chigi s Kyrie z Ockeghemovy Missa Ecce Ancilla Domini

Renesanční hudba je vokální a instrumentální hudba napsaná a prováděná v Evropě v období renesance. Období v hudbě trvalo přibližně od 14. do 16. století, neboli od konce středověku po nástup baroka. Pro renesanční hudbu je charakteristický velký důraz na libozvučnost, kontrast, soulad, řád, umění má základ v pozemském světě na rozdíl například od gotiky. Hudba je charakterizována větším využitím instrumentace, vícenásobným propletením melodických linií a použitím prvních basových nástrojů. Rozšířily se společenské tance, takže se začaly rozvíjet hudební formy vhodné jako taneční doprovod. V této době získal konkrétní obrysy zápis hudby do notové osnovy a další prvky hudební notace. Tento vynález umožnil oddělení kompozice hudební skladby od jejího přednesu; bez psané hudby byl přenos ústní a při každém přednesu se měnil. Díky hudební partituře bylo možné uvést hudební dílo bez přítomnosti skladatele. Vynález pohyblivé sazby knihtisku v 15. století měl dalekosáhlé důsledky na uchovávání a přenos hudby. Patří ke směrům klasické hudby.
Mezi významné renesanční skladatele patřil Josquin Desprez, Giovanni Pierluigi da Palestrina, John Dunstaple, Johannes Ockeghem, Orlando di Lasso, Guillaume Dufay, Gilles Binchois, Thomas Tallis, William Byrd, Giovanni Gabrieli, Carlo Gesualdo, John Dowland, Jacob Obrecht, Adrian Willaert, Jacques Arcadelt a Cipriano de Rore.
V českých zemích je orientační vymezení renesanční hudby mezi lety 1420 a 1620, nejdůležitějším představitelem byl Kryštof Harant z Polžic a Bezdružic.

Hudebníci kolem roku 1600

## Název
Název renesance byl tomuto období přisouzen zpětně, podobně jako tomu bývá u mnohých významných událostí i jak tomu bylo například u období Ars antiqua.

## Společenské a kulturní základy renesanční hudby
Nástup renesanční hudby byl provázen změnami v myšlení i kultuře. Nikdy nepřerušená kontinuita antického odkazu na Apeninském poloostrově sehrála důležitou roli a renesance se dá vlastně vnímat jako vrchol procesu, který zde probíhal od pádu Západořímské říše. Na změně myšlení se podepsala i ekonomická prosperita italských měst, která přinesla prostor pro rozkvět kultury i hudby. S prosperitou a blahobytem také přišlo relativní oslabení náboženského dogmatu, který vykresloval pozemský život jako krutý a nemilosrdný a obracel se k nadpřirozenu jako jediné podstatné stránce lidského údělu. Pozemská realita, světskost, získává v renesanci nový a důležitý význam, a stává se tak i základem umění.

## Hudba renesance

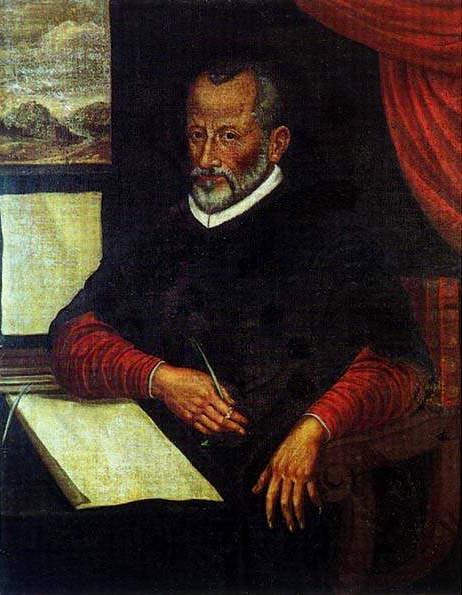
Giovanni Pierluigi da Palestrina

Jako v kultuře obecně, je renesance v hudbě charakteristická obnoveným zájmem o antickou kulturu a ideály a uplatněním těchto myšlenek na současné umění. Z hudby tak mizí disonance a stoupá důraz na harmonii. Umělecké dílo není a nemůže být shlukem dílčích detailů, ale musí tvořit komplexní propracovaný celek, jehož části se navzájem doplňují, vytvářejí rovnováhu, harmonii. Pro renesanční hudbu je charakteristická konsonantnost, vzájemný vztah všech částí díla. Pro renesanční hudbu je charakteristický velký důraz na libozvučnost, kontrast, soulad, řád, umění má základ v pozemském světě na rozdíl například od gotiky.
Během renesance vzniklo mnoho hudebních nástrojů; jiné prošly změnou nebo vylepšením těch, které existovaly již dříve. Některé přežily dodnes; jiné zmizely, tak aby byly znovu vytvořeny, aby se mohla provozovat hudba na dobových nástrojích. Stejně jako v dnešní době nástroje můžeme rozdělit na žesťové, strunné, bicí a dřevěné nástroje. Na žesťové nástroje v renesanci tradičně hráli profesionálové, kteří byli členy cechů, mezi tyto nástroje patřila posuvná trubka, dřevěná kornoutka, bezklapková trumpeta a barokní pozoun. Strunné nástroje zahrnovaly violu da gamba, rebec, harfu, lyru podobnou harfě, niněru, loutnu, kytaru, citeru, bandoru, a orfarion. Mezi strunné klávesové nástroje patřilo cembalo a klavichord. Bicí nástroje zahrnují triangl, brumle, tamburínu, zvony, rachotící nádoby a různé druhy bubnů. Dřevěné nástroje byly dvojitý plátkový šalmaj (raný člen rodiny hobojů), plátková trubka, dudy, příčná flétna, zobcová flétna, dulcian a krumhorn. Existovaly jednoduché píšťalové varhany, ale byly do značné míry omezeny na kostely, ačkoli existovaly i přenosné typy. Tisk umožnil standardizaci popisů a specifikací nástrojů, jakož i návody na používání.
Vokální hudba v renesanci je známá vzkvétáním stále komplikovanějšího polyfonického stylu. Hlavními liturgickými formami, které vydržely po celé renesanční období, byly mše a moteta; k dalšímu vývoji došlo ke konci období, zejména když skladatelé duchovní hudby začali přijímat světské formy (jako madrigal) pro své vlastní kompozice. Ke konci období se objevily rané dramatické předchůdci opery, jako byly monody, madrigalové komedie a intermedio. Kolem roku 1597 složil italský skladatel Jacopo Peri Dafne, první skladbu, která se dnes nazývá operou. Byl autorem také Euridice, první opery, která se dochovala.
V tomto období také vznikla označení zpěvných hlasů bas, tenor, alt a soprán.
V renesanční hudbě byl důležitý také princip jednoty:
- vertikální – snaha pokrýt jednou zvukovou barvou celý tonální rozsah.

O vertikální jednotu se usiluje i v instrumentální hudbě. Naopak v baroku následoval proces opačný, snaha o dominanci jedné hlavní melodie.
- horizontální – tedy jednota v časovém rozměru díla. Renesanční hudba představuje souvislý proud, nepřerušitelný tok hudebních myšlenek. Díky tomuto a výše zmíněným ideálům (jednota, řád, konsonatnost) dochází v renesanci k rozvoji polyfonní kompozice, a to převážně vokální polyfonie.

## Tři periody hudební renesance
Mezi hudebními historiky bylo dosaženo konsensu o zahájení éry kolem roku 1400 s koncem středověku a koncem kolem 1600 s nástupem baroka, takže hudební renesance začíná asi sto let po začátku renesance, jak je chápána v jiných oborech.
Hudba renesance se obvykle rozděluje do tří generací (period), rozdílných svým přístupem i přínosem, který hudbě přinesly.

### První generace, raná perioda (1400–1470)
Raná perioda trvala přibližně od roku 1400 do roku 1470. První generace skladatelů ještě tvořila v relativní návaznosti na předchozí období Ars nova. Častou formou je izorytmické moteto. V tomto období dochází k rozvoji mše a šansonu. Nejvýznamnějším představitelem první generace byl Guillaume Dufay (1397?–1474).

### Druhá generace, střední perioda (1470–1530)
Střední druhou generaci hudebníků tvořili vesměs žáci příslušníků generace první. Tito skladatelé rozšířili renesanční hudbu do celé Evropy, dále rozvíjeli kompozici mše, zjednodušili moteta a hojně využívali techniky imitace. V tomto období to byla hlavně imitace přísná tedy doslovné opakování určitého motivu v jiném hlase. Za nejvýznamnějšího představitele této generace je považován Johannes Ockeghem (1410–1497). Došlo také k rozvoji kompozičních technik, které dnes patří k základům skladatelského vzdělání: Kromě již zmíněné imitace se jedná o:
- Račí postup (melodický motiv se převrátí podle vertikální osy, viděno na notové osnově, tedy je hrán „odzadu“)
- Zrcadlové obrácení – převrácení podle horizontální osy
- Kombinace předchozích dvou

Na poli rytmu:
- Augmentace – prodloužení rytmických hodnot not
- Diminuce – krácení rytmických hodnot

### Třetí generace, pozdní perioda (1530–1600)
Třetí generace hudebníků (přibližně 1530–1600) představovala vrchol v kompozičních dovednostech a naplnění renesančních uměleckých ideálů a zároveň znamenala i konec renesanční hudby. Dovednost skladatelů dosáhla vysoké úrovně, často tak vysoké, že vznikaly skladby, které sloužily pouze k testování těchto schopností (hádankový kánon)
V této generaci převládala v kompozici volná imitace. Za nejvýznamnějšího představitele je považován Josquin Desprez (1440–1521).
Vrcholnými představiteli renesanční hudby byli Giovanni Pierluigi da Palestrina (1525 nebo 1526–1594), Orlando di Lasso (?1532–1594) a Philippe de Monte (1521–1603)

## Hudební nástroje

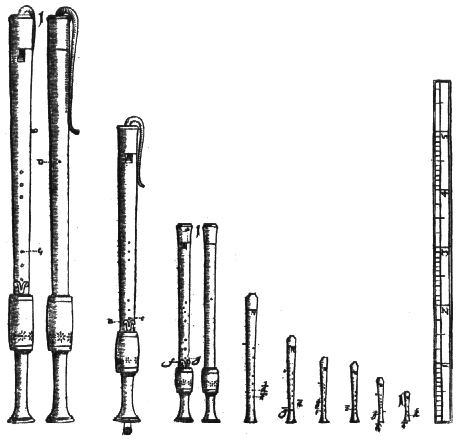
Renesanční flétny

Během renesance vzniklo mnoho hudebních nástrojů; jiné prošly změnou nebo vylepšením těch, které existovaly již dříve. Některé přežily dodnes; jiné zmizely, tak aby byly znovu vytvořeny, aby se mohla provozovat hudba na dobových nástrojích. Stejně jako v dnešní době nástroje můžeme rozdělit na žesťové, strunné, bicí a dřevěné nástroje. Na žesťové nástroje v renesanci tradičně hráli profesionálové, kteří byli členy cechů, mezi tyto nástroje patřila posuvná trubka, dřevěná kornoutka, bezklapková trumpeta a barokní pozoun. Strunné nástroje zahrnovaly violu da gamba, rebec, harfu, lyru podobnou harfě, niněru, loutnu, kytaru, citeru, bandoru, a orfarion. Mezi strunné klávesové nástroje patřilo cembalo a klavichord. Bicí nástroje zahrnují triangl, brumle, tamburínu, zvony, rachotící nádoby a různé druhy bubnů. Dřevěné nástroje byly dvojitý plátkový šalmaj (raný člen rodiny hobojů), plátková trubka, dudy, příčná flétna, zobcová flétna, dulcian a krumhorn. Existovaly jednoduché píšťalové varhany, ale byly do značné míry omezeny na kostely, ačkoli existovaly i přenosné typy. Tisk umožnil standardizaci popisů a specifikací nástrojů, jakož i návody na používání.
V období renesance se zdokonalily dechové a smyčcové hudební nástroje. Na konci renesance vznikly z předchůdců (rubeba, fidula, lira da braccio a různé druhy viol), housle, loutna, trubka, fagot, pozoun, cembalo aneb spinet.

## Renesanční hudba v Českých zemích
Kvůli husitským válkám se v Českých zemích hudební vývoj mírně zbrzdil. Nástup renesanční hudby v Českých zemích se tedy datuje až na druhou polovinu 15. století. Nejdůležitějším představitelem byl Kryštof Harant z Polžic a Bezdružic.

## Významní skladatelé
- Leonel Power (1370/1385–1445)
- John Dunstable (1390–1453)
- Guillaume Dufay (1397–1474)
- Gilles Binchois (1400–1460)
- Johannes Ockeghem (1410–1497)
- Josquin Desprez (1440–1521)
- Heinrich Isaac (1450–55–1517)
- Jacob Obrecht (1457/58–1505)
- Pierre de La Rue (kolem 1460–1518)
- Jacobus Clemens non Papa (1510/1515–1555/1556)
- Giovanni Pierluigi da Palestrina (1525–1594)
- Orlando di Lasso (1532–1594)
- Jan Pieterszoon Sweelinck (1562–1621)
- John Dowland (1563–1626)
- Claudio Monteverdi (1567–1643)